# يان واترس
يان واترس (بالإنجليزية: Jan Waters)‏ هي ممثلة بريطانية، ولدت في 28 يناير 1937 في بورنموث في المملكة المتحدة.

## وصلات خارجية
- يان واترس على موقع IMDb (الإنجليزية)
- يان واترس على موقع ألو سيني (الفرنسية)
- يان واترس على موقع أول موفي (الإنجليزية)
- يان واترس على موقع قاعدة بيانات الأفلام السويدية (السويدية)
- يان واترس على موقع كينوبويسك (الروسية)